# مانتری پارک (کالیفرنیا)
مانتری پارک (به انگلیسی: Monterey Park) شهری در شهرستان لس‌آنجلس، کالیفرنیا ایالت کالیفرنیا است که در سرشماری سال ۲۰۱۰ میلادی، ۶۰۲۶۹ نفر جمعیت داشته است.